# 白雪姫と七人の悪党たち
『白雪姫と七人の悪党たち』（しらゆきひめとしちにんのあくとうたち）は、1971年4月17日から同年8月28日までTBSほかで放送されたテレビドラマ。全20回。放送時間は毎週土曜22:00 - 22:54（JST）。

## 概要・内容
神奈川県川崎市の工場地帯の一角にある、テキ屋の二階堂一家を舞台の中心とし、そこの娘・ユリコと七人の子分たちが展開するコメディー。
ユリコは生まれてすぐに北海道の修道院に預けられ、父・ケン吉のことを知らずに育った。ユリコは、父は実業家だと信じていた。その後ユリコはミッションスクールで英語教師をしていたが、ある日「チチキトク」の電報を受け、初めて会う父の元へ向かうこととなった。

## 出演者
- 二階堂ユリコ：吉永小百合
- 二階堂ケン吉：藤原釜足
- 川島八郎（元締）：藤岡琢也
- マダラスの健：林隆三
- 銀次：常田富士男
- たそがれの長：加藤嘉
- フーテンの辰：花紀京
- 伝坊：頭師佳孝
- だるまのお米：山田桂子
- 殿岡神父：杉浦直樹
- おけい：渚まゆみ
- 大貫親分：多々良純 - ユリコの伯父
- ぽん太（芸者）：春川ますみ
- チエコ：玉川砂記子 - お米の娘
- 金太郎：早崎文司 - 第4話ゲスト
- 田中：太宰久雄 - 第10話ゲスト
- 丹下キヨ子 - 第12話ゲスト
- 宮前ゆかり - 第12話ゲスト
- 小林（工場の組合員）- 工藤堅太郎 - 第13話～第15話ゲスト
ほか

## スタッフ
- 脚本：小松君郎（第1話～第5話・第12話～第15話）、北村篤子（第6話～第11話・第16話～第20話）
- 演出：西村大介、大鹿和男ほか

## 補足
- 本作が終了して1ヶ月強後に同局・同系列で放送された特撮番組『好き! すき!! 魔女先生』は、当初『かぐや姫先生』となっていたが、本作が視聴率的に失敗し、「○○姫は験が悪い」という朝日放送側の鶴の一声で改題させられた[1]。

## 参考・出典
1. ↑  平山亨著「泣き虫プロデューサーの遺言状〜TVヒーローと歩んだ50年〜」（講談社）140頁 2012年